# Folke Wassén
Folke Viktor Wassén (* 18. April 1918 in Göteborg; † 22. Oktober 1969 ebenda) war ein schwedischer Segler.

## Erfolge
Folke Wassén, der Mitglied im Göteborgs Kungliga Segelsällskap war, nahm in der 5,5-m-Klasse bei den Olympischen Spielen 1952 in Helsinki teil. Er war dabei Skipper der Hojwa, deren Crew aus seinem Bruder Magnus Wassén und Carl-Erik Ohlson bestand. Sie gewannen zwar zwei der insgesamt sieben Wettfahrten, verpassten aber aufgrund schwächerer Ergebnisse in den übrigen Wettfahrten die Spitze und belegten mit 4554 Punkten den dritten Platz hinter Britton Chances Complex II aus den Vereinigten Staaten und Peder Lundes Encore aus Norwegen, womit sie die Bronzemedaille erhielten.